# Maurice Monier
Maurice Monier (* 21. Dezember 1952 in Saint-Pal-de-Chalencon, Département Haute-Loire, Frankreich) ist ein französischer Geistlicher, römisch-katholischer  Kirchenrechtler und ehemaliger Prodekan der Römischen Rota.

## Leben
Maurice Monier empfing 1977 das Sakrament der Priesterweihe für das Bistum Le Puy-en-Velay. Er wurde zum Dr. iur. utr promoviert und war als Offizial in Paris tätig.
Seit dem 9. Januar 1995 war er Auditorprälat der Römischen Rota und seit 2013 Richter am Appellationsgericht des Vatikans. 2014 arbeitete er in der Sonderstudienkommission zur Reform kanonischer Eheprozesse mit, die im September 2015 zur Veröffentlichung des Motu proprio Mitis Iudex Dominus Iesus und Mitis et misericors Iesus geführt hatte.
Papst Franziskus ernannte ihn am 12. Dezember 2016 zum Pro-Dekan der Römischen Rota und damit zum Stellvertreter des Dekans Pio Vito Pinto. Diese Funktion endete mit der Ernennung von Pintos Nachfolger am 30. März 2021.
Am 1. April 2017 berief ihn Papst Franziskus zum Konsultor der Kongregation für den Klerus.
Monier ist seit 2013 Ritter der Ehrenlegion.